# هوکنداوکوا (پنسیلوانیا)
هوکنداوکوا (به انگلیسی: Hokendauqua) یک منطقهٔ مسکونی در ایالات متحده آمریکا است که در پنسیلوانیا واقع شده‌است. هوکنداوکوا ۳٬۳۷۸ نفر جمعیت دارد.